# دیوار آنتونین

مکان دیوار آنتونین و دیوار هادریان دراسکاتلند و انگلستان شمالی

دیوار آنتونین (انگلیسی: Antonine Wall)(به لاتین: Vallum Antonini) بارویی چوبی با شالودهٔ سنگی بود که رومی‌های باستان در سراسر آنچه امروزه کمربند مرکزی اسکاتلند (بین خور فورث و خور کلاید) خوانده می‌شود ساختند. این دیوار که شمالی‌ترین مرزهای امپراتوری روم را مشخص می‌ساخت ۶۳ کیلومتر طول، ۳ متر ارتفاع، و ۵ متر عرض داشت. در سمت شمالی دیوار نیز خندقی کنده شده بود و بالای دیوار نرده دفاعی قرار داشت. ساخت دیوار در سال ۱۴۲ میلادی به دستور امپراتوری آنتونیوس پیوس آغاز شد و ۱۲ سال طول کشید.
این دیوار دومین «دیوار بزرگ» ی بود که رومی‌ها در شمال بریتانیا ساختند. ویرانه‌های دیوار آنتونین از دیوار هادریان در جنوب آن کمتر به چشم می‌آید چرا که مصالح چوبی آن در مقایسه با مصالح سنگی دیوار هادریان بیشتر فرسوده شده.